# Jennifer Gibney
Jennifer Gibney (Dublín, Irlanda, 7 de julio de 1964) es una actriz irlandesa, más conocida por interpretar a Cathy Brown en el sitcom de la BBC, Mrs. Brown's Boys.
Gibney aparece en Mrs. Brown's Boys como la hija de Agnes Brown, interpretado por su esposo en la vida real, Brendan O'Carroll.

## Carrera
Gibney comenzó trabajando como funcionaria en la oficina de impuestos de Irlanda durante siete años, después se unió al Banco de Irlanda. Estudió Arte Dramático, mientras trabajaba en el banco y se unió a un grupo de teatro aficionado. Entrenó para ser actriz en el Dublin Oscar Theatre School, consiguiendo su primer papel profesional como actriz en 1996, con una pequeña escena en En el nombre del hijo, una película protagonizada por Helen Mirren.

### Strictly Come Dancing
En 2014, Gibney participó en la serie 12 de Strictly Come Dancing. Fue emparejada con el profesional irlandés, Tristan MacManus. Fue echada en la tercera semana después de bailar Mamma Mia de ABBA  Mamá Mia en la Semana de Película. Compitió en el fondo dos contra la estrella del pop Simon Webbe y su socia Kristina Rihanoff.

## Vida personal
Gibney ha estado casada con Brendan O'Carroll desde 2005, con cuatro hijastros, Brendan (fallecido), Fiona, Danny y Eric. Fiona y Danny también aparecieron en Mrs. Brown's Boys. 

## Filmografía
Televisión
| Año   | Título                | Papel                  |
| ----- | --------------------- | ---------------------- |
| 2007  | Prosperity            | Linda                  |
| 2011— | Mrs. Brown's Boy      | Cathy Brown            |
| 2014  | Strictly Come Dancing | Ella misma/Concursante |

Cine
| Año  | Título                     | Papel                |
| ---- | -------------------------- | -------------------- |
| 1996 | En el nombre del hijo      | Mujer Buscadora Nº 2 |
| 1999 | Agnes Browne               | Winnie La Caballa    |
| 2014 | Mrs. Brown's Boys D' Movie | Cathy Brown          |